# 诺奇
诺奇（義大利語：Noci），是意大利巴里省的一个市镇。总面积148平方公里，人口19410人，人口密度131.1人/平方公里（2009年）。ISTAT代码为072031。